# Novoroční koncert Vídeňských filharmoniků
Novoroční koncert Vídeňských filharmoniků (německy Neujahrskonzert der Wiener Philharmoniker) je koncert klasické hudby, který každoročně na Nový rok odehrají Vídeňští filharmonikové v rakouském hlavním městě Vídni. Koncert se koná ve Zlatém sále Wiener Musikvereinu, budovy Spolku přátel hudby, známé svou kvalitní akustikou.
Jedná se o jeden z nejpopulárnějších evropských koncertů, který již v roce 2011 mohli sledovat televizní diváci v 73 zemích světa. O lístky na koncert je obrovský zájem, a proto je na ně uspořádána loterie. Svá místa ale mají jistá např. vysocí představitelé Rakouské republiky a příslušníci diplomatického sboru.
Shodný program hrají Vídeňští filharmonikové vždy 30. prosince, 31. prosince a 1. ledna od 11.15 hodin, kdy je novoroční koncert vysílán televizí a pořizována nahrávka.

## Program koncertu
Součástí koncertu jsou vždy skladby, které složili členové hudební rodiny Straussů – Johanna Strausse staršího, Johanna Strausse mladšího, Josefa Strausse a Eduarda Strausse. Dosti často se hrají i skladby dalších rakouských nebo i maďarských skladatelů – např. Wolfganga Amadea Mozarta, Franze Schuberta, Josefa Lannera, Franze von Suppé a Franze Lehára. Jedná se o valčíky, polky, mazurky a pochody.
Tradiční trojice přídavků zahrnuje valčík Na krásném modrém Dunaji od Johanna Strausse mladšího, jemuž zpravidla předchází dirigentovo novoroční přání posluchačům. Posledním přídavkem bývá Radeckého pochod, který složil Johann Strauss starší, přičemž je tato populární skladba doprovázena rytmicky tleskajícím obecenstvem.
V rámci televizního přenosu koncertu bývají některá čísla doprovázena vystoupením sólistů baletního souboru Vídeňské státní opery, k jiným televize vysílá prostřihy záběrů rakouské krajiny apod.

## Historie a dirigenti
První koncert v roce 1939 nebyl odehrán na Nový rok, ale 31. prosince a výtěžek z něj byl věnován nacistické dobročinné organizaci Winterhilfswerk. Na Nový rok byl termín koncertů přesunut v roce 1941. Jako první jej dirigoval Rakušan Clemens Krauss, poté jej v letech 1946–47 vystřídal jeho krajan Josef Krips. Pak hudebníky až do své smrti v roce 1954 opět řídil Clemens Krauss. Po něm následoval po dobu 25 let až do roku 1979 Willi Boskovsky, který byl (do roku 1971) zároveň koncertním mistrem orchestru a dirigoval jako Johann Strauss mladší s houslemi v ruce. Teprve v roce 1980 jej vystřídal Američan Lorin Maazel. 
Od roku 1980 se dirigenti novoročního koncertu každoročně střídají. Staly se jimi takové osobnosti hudební scény, jako jsou Herbert von Karajan, Claudio Abbado, Nikolaus Harnoncourt nebo Georges Prêtre, který koncert v roce 2010 dirigoval ve svých pětaosmdesáti letech. Světoznámý indický dirigent Zubin Mehta řídil tyto koncerty již pětkrát, a to v letech 1990, 1995, 1998, 2007 a 2015.
Novoroční koncert roku 2016 dirigoval lotyšský maestro Mariss Jansons, a to potřetí (předtím 2006 a 2012). Při slavnostním koncertu dne 1. ledna 2017 řídil Vídeňské filharmoniky Gustavo Dudamel, rodem z Venezuely, se svými 35 lety doposud nejmladší dirigent, kterému se této cti dostalo. Koncert byl přenášen televizními stanicemi do více než 90 zemí světa (v Česku ČT2), a vidělo ho přes 50 milionů lidí. O bohatou květinovou výzdobu sálu se zasloužili rakouští zahradníci a květináři, zvláště z vídeňského městského zahradnictví. Po Dudamelovi následovali Ital Riccardo Muti (2018) a Němec Christian Thielemann (2019), který je šéfdirigentem orchestru Sächsische Staatskapelle Dresden. 
Novoroční koncert dne 1. ledna 2020 řídil Lotyš Andris Nelsons, od roku 2014 šéfdirigent Bostonského symfonického orchestru, který od 1. ledna 2018 zároveň vede Gewandhausorchester v Lipsku. Pro koncert dne 1. ledna 2021 byl angažován Riccardo Muti. Kvůli opatřením spojeným s pandemií covidu-19 se koncert konal poprvé od svého zahájení bez přítomnosti publika. V první den roku 2022 se taktovky chopil argentinsko-izraelský dirigent ruského původu, Daniel Barenboim. Jedná se o jeho třetí angažmá – novoroční koncert předtím řídil v letech 2009 a 2014. Koncertu se opět směli zúčastnit diváci, avšak Zlatý sál Spolku přátel hudby byl kvůli přetrvávajícím pandemickým opatřením naplněn publikem jen ze 60 % (tj. lóže nebyly obsazeny). První den roku 2023 Vídenští filharmonikové vystoupili opět v plně obsazeném Zlatém sále pod vedením rakouského dirigenta Franze Welsera-Mösta, který koncert nastudoval a řídil v letech 2011 a 2013. Poprvé zde kromě orchestru vystoupil Vídeňský chlapecký sbor (Wiener Sängerknaben) spolu s dívčím souborem Wiener Chormädchen, vzniklém v roce 2004 po vzoru již jmenovaného tradičního rakouského chlapeckého souboru. 
V lednu 2024 vídeňský ansámbl vystoupil pod vedením německého dirigenta Christiana Thielemanna. Této cti se mu dostalo už podruhé (poprvé stál v čele v orchestru v roce 2019). V roce 2025 se taktovky – již posedmé – chopil ital Riccardo Muti. Novoroční koncert Vídeňských filharmoniků v roce 2026 bude řídit kanadský dirigent Yannick Nézet-Séguin.

## Televizní přenosy

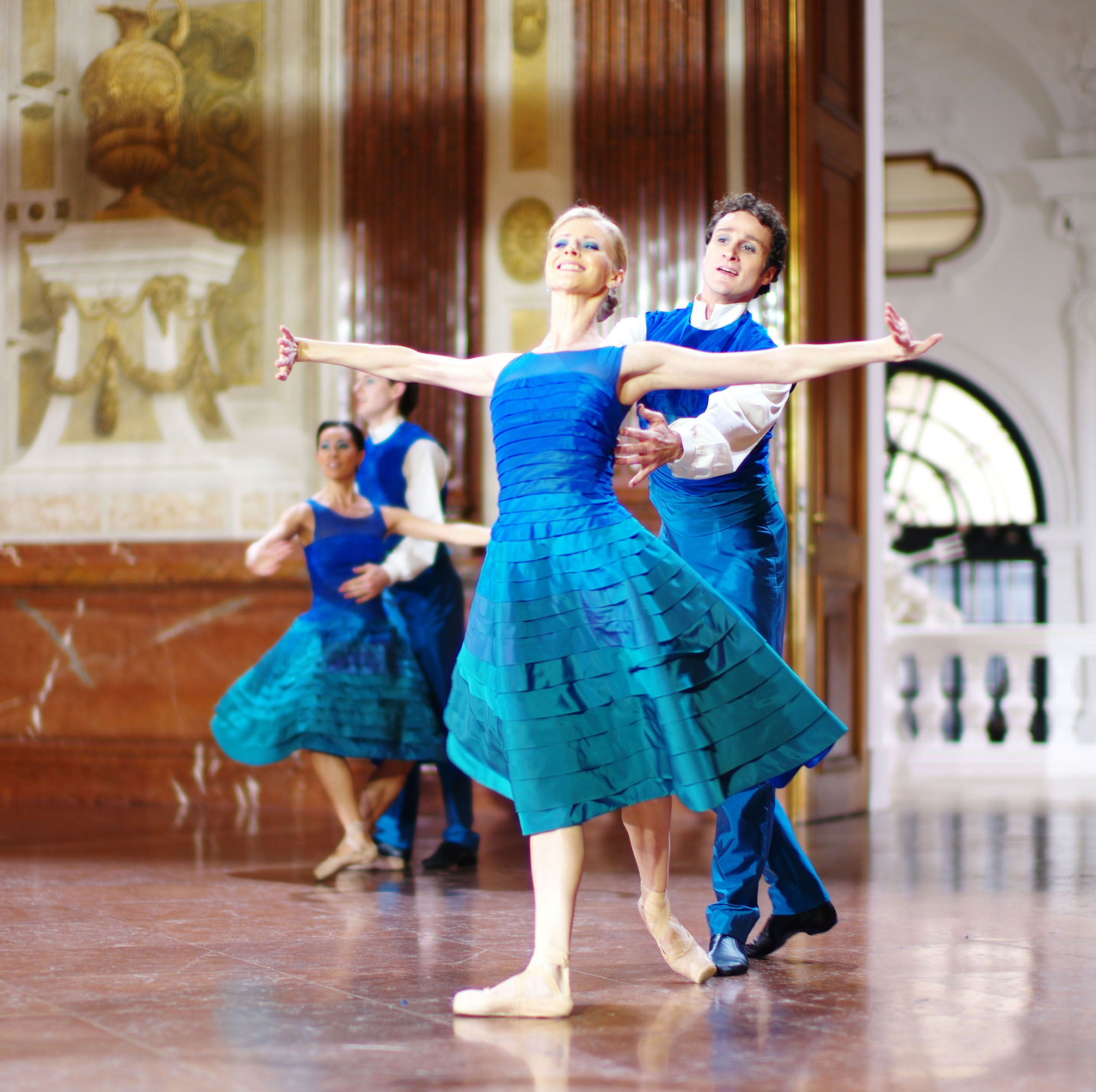
Ruská primabalerína Olga Jezina a slovenský sólista Roman Lazik tančí valčík Na krásném modrém Dunaji. Natáčeno v paláci Belvedere ve Vídni pro koncert dne 1. ledna 2012

Televizní přenosy novoročních koncertů produkuje rakouská veřejnoprávní společnost Österreichischer Rundfunk (ORF), která signál distribuuje prostřednictvím sítě Eurovize (Evropské vysílací unie). V letech 1989–1993, 1997–2009 a 2011 byl režisérem televizní produkce koncertů Brian Large. V letech 2014–2017 a opět 2020 režíroval vysílání Michael Bayer, v letech 2018 a 2019 pak Henning Kasten. Moderátorkou těchto pořadů pro německojazykové stanice je Barbara Rett, české přenosy od prvního vysílání v roce 1994 komentuje Jiří Vejvoda. Moderátorkou pro americkou veřejnoprávní televizi Public Broadcasting System byla po dobu osmi let (2010–2017) britská herečka Julie Andrewsová. 

Mapa států, které vysílaly televizní přenos Novoročního koncertu 2019

V roce 2013 koncert přenášely mimo jiné belgické stanice Één a La Une, německá ZDF, francouzská France 2, britská BBC Two, italská Rai 2, švýcarská RSI La 1, španělská La 1, česká ČT2, portugalská RTP1, polská TVP2 či ruská Kultura. Odhadovaná sledovanost koncertu činí přibližně 50 milionů diváků; v roce 2012 byl přenášen do 73 států, v roce 2017 do 93 zemí a roku 2018 do 95 států.
Mimo evropský kontinent přenáší koncert americká síť PBS, od roku 1987 čínská CCTV, rovněž jako od roku 2013 čínský národní rozhlas CNR, od roku 1973 japonská NHK, dále pak indonéská stanice MetroTV, jihokorejská KBS a SBS v Austrálii. V roce 2006 byl koncert zprostředkován do afrických zemí (Botswana, Lesotho, Malawi, Mosambik, Namibie, Svazijsko, Zambie a Zimbabwe). V Latinské Americe drží vysílací práva chilská stanice La Red a přenos směřuje také do Guatemaly, Ekvádoru či Bolívie. V roce 2010 vystoupení poprvé přenášely Mongolsko, Mosambik, Srí Lanka a Trinidad.
Součástí televizních přenosů novoročního koncertu jsou baletní vložky, při kterých účinkují sólisté baletního souboru Vídeňské státní opery.

## Komerční nahrávky
První živý audiozáznam pro komerční účely pořídilo studio Decca Records 1. ledna 1979, jakožto svou první nahrávku v podobě digitálního LP nosiče. Jednalo se o výroční 25. a zároveň poslední koncert, při kterém Vídeňské filharmoniky vedl rakouský dirigent Willi Boskovsky.
| Vydavatelství            | rok nahrávky                          |
| ------------------------ | ------------------------------------- |
| Decca Records            | 1979, 2008–2011                       |
| Deutsche Grammophon      | 1980–1988, 1991, 2003–2007            |
| Sony Classical Records   | 1989–1990, 1992, 1994–1995, 2012–2020 |
| Philips Classics Records | 1993, 2002                            |
| BMG                      | 1996, 1998–1999                       |
| EMI                      | 1997, 2000                            |
| Teldec                   | 2001                                  |